# Fiddle

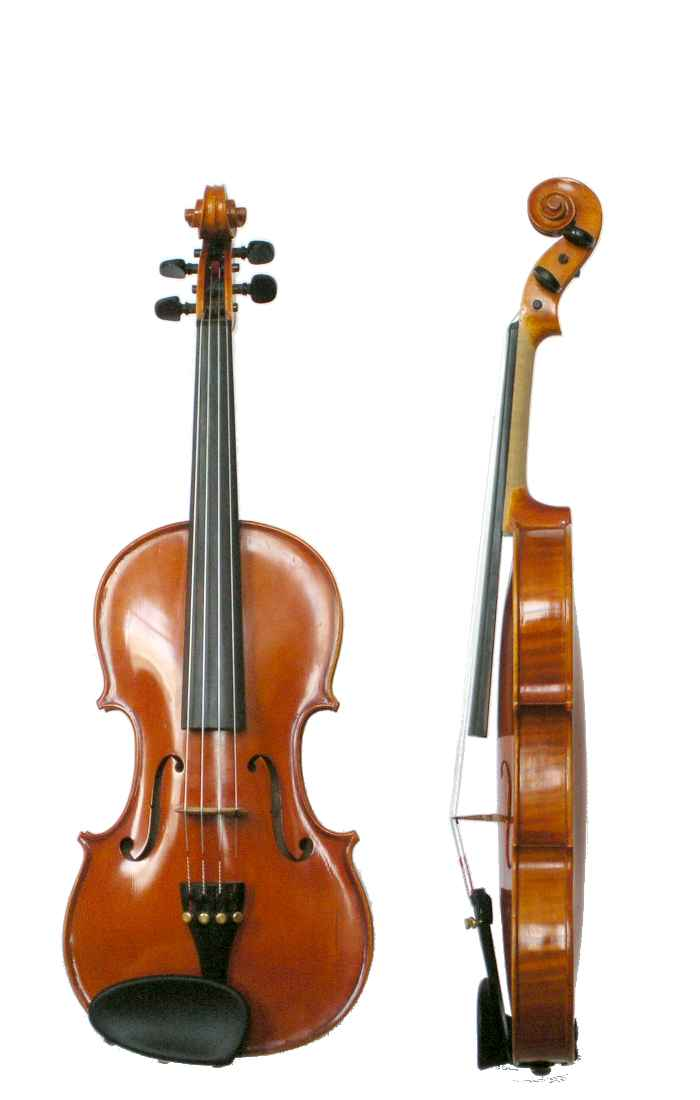
Fiddle

O termo Fiddle ('Curvo', em português) é usado para  referir-se a qualquer instrumento musical tocado com arco, incluindo o violino, é uma expressão coloquial usada para os instrumentos utilizados pelos músicos em todos os gêneros, até mesmo música clássica. A palavra fiddle também é frequentemente utilizada para referir-se ao violino na música tradicional irlandesa, britânica, klezmer e cigana.

## Origem do termo
A etimologia do termo fiddle não é precisa, podendo ser uma derivação da mesma palavra para designar violino, oriunda das línguas românicas primitivas ou  poderia ser, nativamente, de origem germânica. Historicamente, fiddle também refere-se a um antecessor do moderno violino. Tal como o violino de hoje, ele tendia a ter quatro cordas, mas veio em uma variedade de formas e tamanhos. Outra família de instrumentos que contribuíram para o desenvolvimento do moderno violino são as violas da gamba, que são presas entre as pernas, tocadas na vertical e possuem trastes nos teclados.